# Ян Фуглсет
Ян Фуглсет (норв. Jan Fuglset, нар. 1 жовтня 1945, Молде) — норвезький футболіст, що грав на позиції нападника за клуби «Фредрікстад» та «Молде», а також національну збірну Норвегії. По завершенні ігрової кар'єри — тренер.

## Клубна кар'єра
У дорослому футболі дебютував 1963 року виступами за команду «Молде», в якій провів чотири сезони, взявши участь у 79 матчах чемпіонату і забивши 48 голів. 
Привернув увагу представників тренерського штабу клубу «Фредрікстад», до складу якого приєднався 1967 року. Відіграв за команду з Фредрікстада наступні шість сезонів своєї ігрової кар'єри і був одним з головних бомбардирів команди, маючи середню результативність на рівні 0,56 гола за гру першості. 1971 року із 17-ма забитими голами ставав найкращим бомбардиром першості Норвегії. 
1973 року повернувся до «Молде», за який відіграв решту десять сезонів своєї кар'єри. Знову був серед найкращих голеодорів, відзначаючись забитим голом в середньому майже у кожній другій грі чемпіонату. Завершив професійну кар'єру футболіста виступами за «Молде» у 1982 році.

## Виступи за збірні
1968 року залучався до складу молодіжної збірної Норвегії. На молодіжному рівні зіграв у 2 офіційних матчах, забив 1 гол.
1970 року дебютував в офіційних матчах у складі національної збірної Норвегії. Загалом протягом шестирічної кар'єри у національній команді провів у її формі 20 матчів, забивши 5 голів.

## Кар'єра тренера
Розпочав тренерську кар'єру відразу ж по завершенні кар'єри гравця, 1982 року, очоливши тренерський штаб клубу «Молде», в якому пропрацював до 1984.
Згодом тренував «Трефф», а у 1992–1993 роках знову працював із «Молде».